# Kvernesfjorden
Kvernesfjorden er en fjord på sydsida af Averøya i kommunene Averøy, Kristiansund, Gjemnes og Eide på Nordmøre i Møre og Romsdal fylke i Norge. Fjorden har en længde på 22 km og går først sydøstover langs den sydøstlige del af Averøya, før den drejer mod sydvest på sydsiden og ind til Skjelvikbugten ved Eide i bunden  af fjorden.
Fjorden har indløb i nord mellem Sildvolnes på Freiøya i øst og Leitet i vest og er en fortsættelse af Bremsnesfjorden som går nordover til Kristiansund. Syd for Frei ligger Flatsetøya hvor Freifjorden går østover. Tværs over fjorden vest for for Flatsetøya ligger Kvernes, som har givet navn til fjorden, i det sydøstligste hjørne af Averøya. Herfra  svinger fjorden mod sydvest. På Averøysiden ligger bebyggelserne Strand, Rokset, Mek, Mork, Å og Rånes. Sørvest for Rånes ligger Rånestangen, som markerer den sydlige grænse til Kornstadfjorden som går nordvestover på vestsiden af Averøya.
På sydsiden af fjorden ligger bebyggelserne Stokke, Røvik, Skjerset, Sevika, Krevika, Strand og Sorset. Inderst i fjorden ligger Isingvågen og den mindre Skjelvikbugten. Her ligger kommuncenteret Eide i kommunen med same navn. 
Fylkesvej 279 går langs sydsiden af fjorden, og fylkesvej 274 går på nordsiden.